# 圣黑德维希主教座堂
聖黑德維希主教座堂（德語：Sankt-Hedwigs-Kathedrale）是德國首都柏林的一座教堂，天主教柏林總教區的主教座堂，位於市中心的倍倍爾廣場。

## 歷史

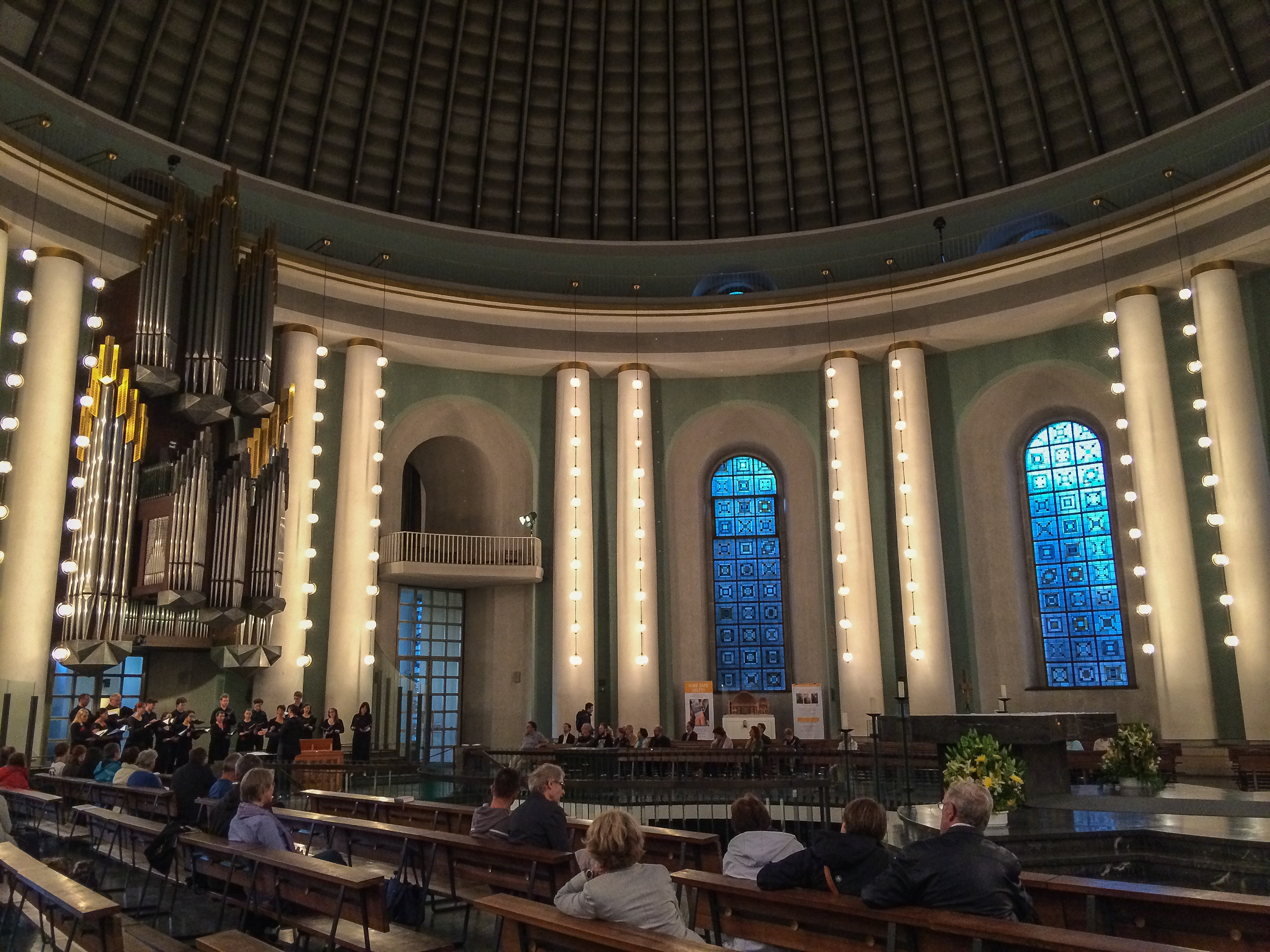
教堂内部

這座主教座堂由普魯士國王腓特烈二世興建於18世紀。1773年，國王的朋友，瓦爾米亞主教Ignacy Krasicki（後來任格涅茲諾總主教）主持了該主教座堂的開堂典禮。
主教座堂得名於西里西亞和勃蘭登堡的主保聖人西里西亞的黑德維希，以紀念信仰天主教的西里西亞移民來到勃蘭登堡和柏林。
1938年11月9日，水晶之夜的屠殺發生後，主教座堂神父Bernhard Lichtenberg在晚禱儀式中公開為猶太人祈禱。Lichtenberg 後來被納粹逮捕，死在前往達豪集中營的途中。1965年，Lichtenberg的遺體被移往聖黑德維希的地下墓室。
主教座堂在1943年的柏林空襲中被完全燒毀，重建於1952年到1963年。

## 外部連結
- Website of the cathedral （页面存档备份，存于）, includes mass schedule

52°30′57″N 13°23′41″E / 52.51583°N 13.39472°E